# Calappa yamasitae
Calappa yamasitae Sakai, 1980 è un granchio appartenente alla famiglia Calappidae proveniente dal Giappone.

## Distribuzione
Proviene dalla costa della Prefettura di Mie.

## Descrizione
È, come le altre specie del genere Calappa, un granchio molto tozzo, con il carapace dalla superficie irregolare, decisamente più largo che lungo. La colorazione varia dall'arancione al rossastro.